# Дуби-велетні (Моївське лісництво)
Дуби-велетні — ботанічна пам'ятка природи місцевого значення. Розташована на території колишньої Безводненської сільської ради Могилів-Подільського району Вінницької області (Моївське лісництво, кв. 81 діл. 3). Оголошена відповідно до рішення Вінницького облвиконкому № 335 від 22.06.1975 р. Охороняються могутні екземпляри дуба звичайного віком понад 300 років.